# Adstock
Adstock är en by och ett civil parish i Buckinghamshire i England. Orten har 363 invånare (2011). Staden nämndes i Domedagsboken (Domesday Book) år 1086, och kallades då Edestoche.